# Közép-Dunántúl turisztikai régió

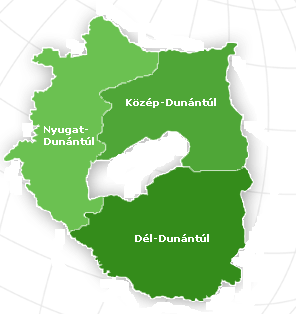
A Közép-Dunántúl turisztikai régió a Dunántúlon belül

A Közép-Dunántúl turisztikai régiót Fejér, Komárom-Esztergom és Veszprém vármegye alkotja, leszámítva a Balaton környékét, ami egy önálló idegenforgalmi régió, valamint Esztergom és környéke a Budapest–Közép-Duna-vidék turisztikai régióhoz tartozik.

## Turisztikai látnivalók

### Épített örökség

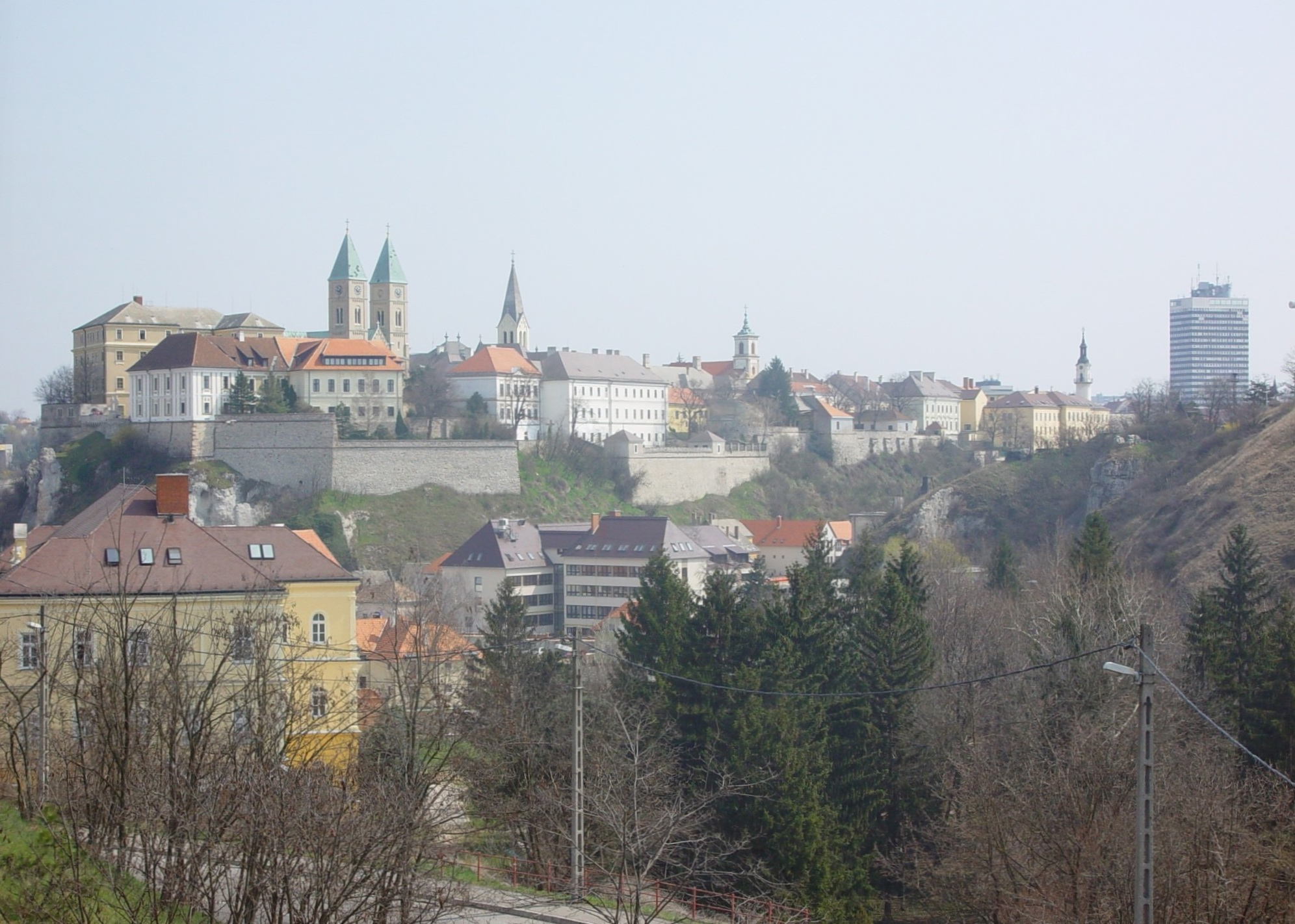
Veszprém vára

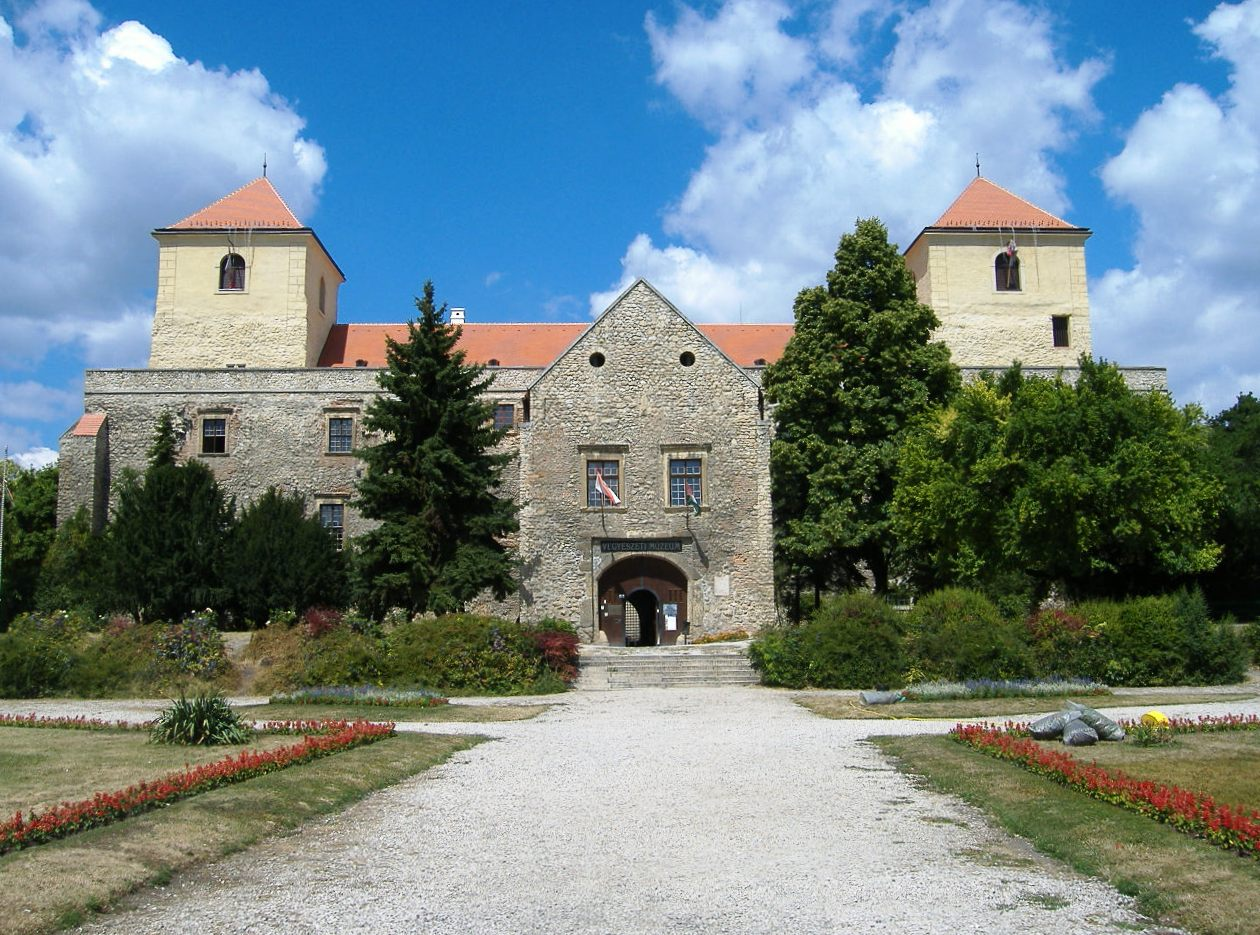
A várpalotai vár

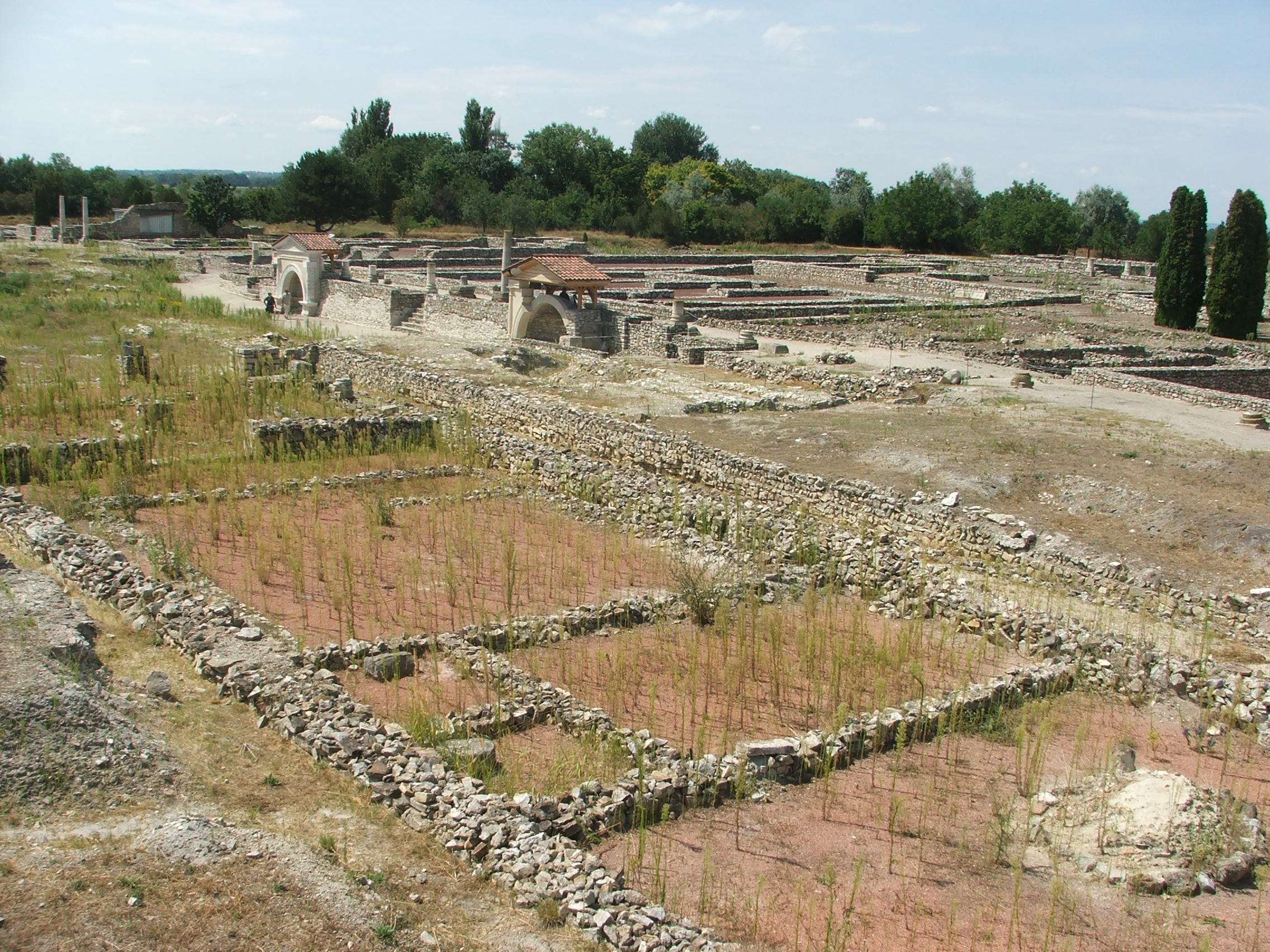
Tác – Gorsium

Nevezetességek Veszprém vármegyében
Veszprém
A "királynék városa" a Séd patakot övező dombokon és völgyekben terül el, északról a Bakony hegyvonulata, délről a Balaton-felvidék, keletről pedig a sík Mezőföld északnyugati nyúlványa, a Veszprémi-fennsík határolja. A veszprémi vár a legnagyobb egységes lakott várnegyed a budai vár után. Látnivalói a Tűztorony, a Modern Képtár, a Csikász Galéria, a Piarista templom, a Téglagyűjtemény, a Dubniczay-ház – László Károly Gyűjtemény, és a Gizella Királyné Múzeum. Az érseki palota, Fellner Jakab tervei szerint épült, 1700-as évekből származik. Freskói Johann Cymbal alkotásai. A Gizella-kápolna gótikus műemlék a XIII. századból. A Szent Mihály-székesegyház neoromán alkotás a XX. század eleji átépítés után.
Csesznek
Látnivalója a cseszneki vár, a 15. század eleji vár új alapokra épült. Alaprajza egy téglalaphoz csatlakozó ötszöget formázott, középen belső udvarral. Déli oldalán alacsonyabb gazdasági épületek húzódtak, a többi fal a vár lakóépületeit rejtette. A déli oldalon egy félkör alaprajzú kis torony is állt. Az északnyugati bejáratot valószínűleg felvonóhidas kapu védte, melynek Garai-Cillei címeres szemöldökköve máig fennmaradt.
Herend
A porcelángyár kőedénygyártás formájában 1826-ban indult, Stingl Vince alapításában. 1839-ben a hitelezője, Fischer Mór szerezte meg a manufaktúrát, aki felfejlesztette és dicsőségre vitte, nevéhez kötődik a művészi porcelángyártás bevezetése. 1964 óta működik Porcelánmúzeuma.
Pápa
A legrégibb ma is álló épület a XV. századi Korvin-ház. A belváros XIX. századi, XX. század eleji polgárházai szépen fel vannak újítva, a Fő teret Közép-Európa egyik legszebb barokk terének tartják. A belváros számos épületén megfigyelhetjük a jellegzetes pápai zárt erkélyeket. A műemlék jellegű épületek megóvásáért, restaurációjáért Pápa 1989-ben Hild János-emlékérmet kapott. Pápával kapcsolatban gyakran említik a soktornyú jelzőt: bármely irányból közelít ugyanis az ember a városhoz, először a tornyait látja meg. Látható itt a Eszterházy kastély, a Plébániatemplom, a Bezerédy-ház és a Zichy-ház. Ókollégiumába jártak Petőfi Sándor és Jókai Mór.
Sümeg
Vára egyike a legnagyobb és legépebben fennmaradt erődítményeknek az országban. A XIV. századi műemlék 270 m magas hegyen épült. A Vármúzeum az épület történetét eleveníti fel, udvarán nyaranta lovagi játékokat rendeznek.
Várpalota
A Thury-vár ősét a 14. század második felében az itt birtokot szerző Újlakiak építették meg. 1566-ban kapitánya, Thury György védelmezte a töröktől, így később, 1593-ban került idegen kézre, majd 1687-ben véglegesen ismét keresztény csapatok birtokába. A XX. századra romossá lett építményt az 1960-as évek óta állítják helyre folyamatosan. A földszinten helytörténeti kiállítás illetve a palota épen fennmaradt részei tekinthetők meg. Itt kapott helyet a Gróf Sztáray Antal Bányászati Múzeum és a Magyar Vegyészeti Múzeum. A Zichy-kastély ad helyet az egyedülálló Trianon Múzeum gyűjteményének.
Zirc
Jelképe a ciszterci Bazilika minor, mely a középkori apátságtól nyugatra épült az 1700-as években (1737-1752), barokk stílusban. A templom tervezője ismeretlen, freskóit Wagmaister József, a Mária mennybevételét ábrázoló főoltárképet Franz Anton Maulbertsch készítette. A város központi részén elhelyezkedő ciszterci monostor jellegzetes épületének a templomhoz csatlakozó 18. századi szárnyait Witwer Márton karmelita szerzetes tervezte. Az épület 19. század közepi bővítéseknek köszönhetően az apátság még két látogatható intézményt fogad be: az ország egyetlen vidéki természettudományi múzeuma, a Bakonyi Természettudományi Múzeum kiállítása található meg a templomkertről nyíló épület első emeletén. Továbbá, az Országos Széchényi Könyvtár által üzemeltetett Reguly Antal Műemlékkönyvtár, mely a második emeleten található. A természettudományi múzeum 1972 óta működik, kiállításán diorámákban mutatják be a Bakony élővilágát, valamint a Kárpát-medence ásványait. A műemlékkönyvtár 65 000 kötetes állománya nagyrészt 18-19. századi, de találhatók egyedülálló ősnyomtatványok is.
Nevezetességek Fejér vármegyében
Székesfehérvár
A hajdani Alba Regia az Árpád-házi királyok első székhelye volt. Bazilikájában 500 év alatt 37 királyt és 39 királynőt koronáztak meg, itt nyugszik I. Szent István király. Látnivalói a ferences templom és rendház, a püspöki Palota, a Győri-ház, a Hiemer-ház, a Vörösmarty tér romantikus lakóházai, a Palotanegyed Skanzenje, a vár, a Fehérvári Babaház, a Schaár Erzsébet Gyűjtemény.
Martonvásár
Híres látnivalója a Beethoven Emlékmúzeumot is rejtő Brunszvik-kastély. A birtokot Brunszvik Antal Mária Teréziától kapta, a  kastély jelenlegi formája az 1870-es neogótikus stílusú átépítés eredménye. Parkjának közepén tó terül el, benne szigettel és szabadtéri színpaddal. Beethovent a család hölgytagjaihoz fűződő barátsága vonzotta e helyre, több darabját is a családtagoknak ajánlotta. A múzeumban megtekinthető a zeneszerző hajtincse, szoborportréja, arcképe, betekintést nyerhetünk magyar vonatkozású műveibe és kapcsolataiba. A kastély az MTA Mezőgazdasági Kutatóintézetének otthona.
Tác (Gorsium) 
Gorsium első ásatásakor (1934-1939) háromapszisos épületre leltek. A 200 hektárnyi területen elhelyezkedő római település feltárását 1958-ban kezdték el. Ma Gorsium már a nagy Duna vidéki római feltárások egyikévé vált, értéke "az antik világ zavartalan megjelenítésének lehetősége". Különleges emlékét a Szent István Király Múzeum Régészeti Park mutatja be.
Nevezetességek Komárom-Esztergom vármegyében

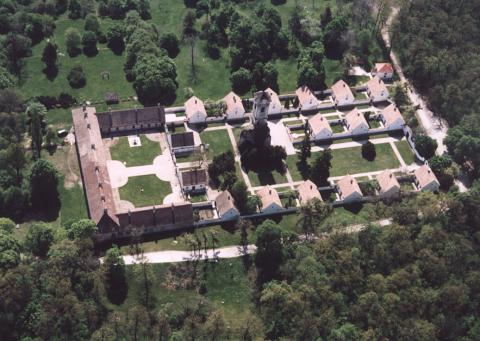
Majk, kamalduli kolostor és kastély

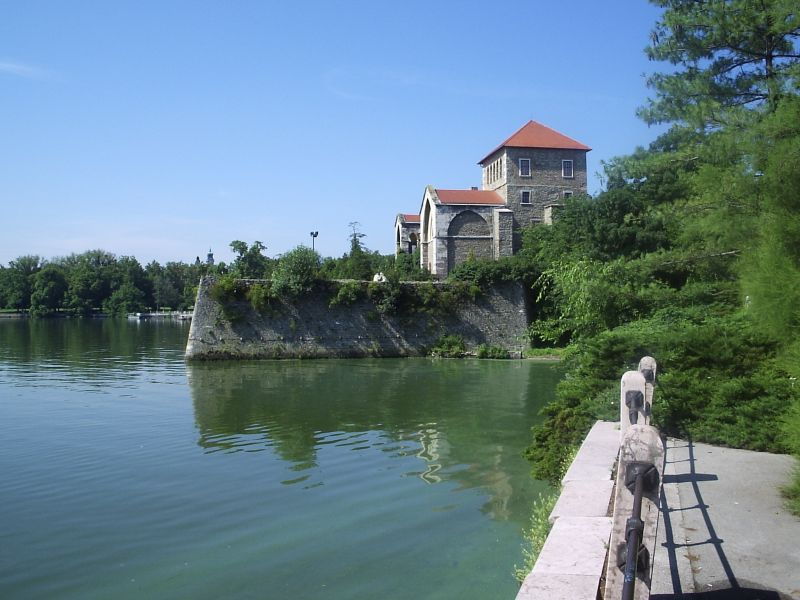
Tatai vár

Komárom
Nevezetessége a komáromi erődrendszer, részei egyrészt a történelmi Komárom két vára Szlovákiában, másrészt az ahhoz kapcsolódó erődök a Duna jobb oldalán, a mai magyarországi Komárom területén. Az 1848–49-es szabadságharc kiemelkedő eseménye volt az Óvár és Újvár hősies védelme és a három komáromi csata. Ezt követően a Duna két partján a Habsburg Birodalom legerősebb katonai erődrendszere épült ki, amely 200 000 fős hadsereg befogadására is alkalmas volt. A balparti várakkal szemben, Szőny mellett (ma Komárom, Magyarország) felépült a Csillagerőd, a Monostori erőd és az Igmándi erőd. Mindhárom erőd ma látogatható.
Oroszlány – Majk
A majki műemlékegyüttes Oroszlány külterületén (Majkpuszta) található, valaha kamalduli szerzetesek éltek falai között, különálló kis cellaházakban. A barátlakokon kívül a komplexum része a templomból megmaradt, ma csonkán álló torony, illetve a főépület is, amelynek falai között – miután II. József rendelete nyomán a rendet megszüntették – az Esterházyak alakították ki vadászkastélyukat.
Tata
A "Vizek városaként" is ismert település, barokkos képét az Esterházy család uralma idején nyerte el, ebből az időszakból származik a Szent Kereszt-plébániatemplom illetve az Esterházy-kastély. További látnivalói a Kálvária-kápolna, a víztorony, a Kapucinus-templom, az Öreg vár és az Öreg-tó, a vízi vágóhíd, az Angolkert, a Kiskastély, és a Pálma ház, és az 1510-ben Tatán lezajlott országgyűlés emlékét őrző Harangláb is.
Vértesszőlős
A település neve az 1960-as években vált ismertté szerte a világon, ekkor fedezték fel az előemberrel (Samu) kapcsolatos lelet-együttest. Több ezer éves leleteket őrzött a föld négy egymás feletti rétegben. Mivel az előember nem tudott tüzet gyújtani, így a villámcsapás által keltett tüzet őrizte szálláshelyén. Valószínűsíthetően ez az első nyom a Földön, mely a tűz használatára utal. 1965 tavaszán dr. Vértes László (1914-1968) régész további leletekre akadt. A Samu névre keresztelt Homo erectus paleohungaricus átmenet a felegyenesedő és az értelmes ősember között. A szabadtéri múzeum jelenleg a Magyar Nemzeti Múzeum kiállítóhelye.
Bábolna
bábolnai ménes (jelenleg felszámolás alatt, lásd lent)

### Természeti örökség

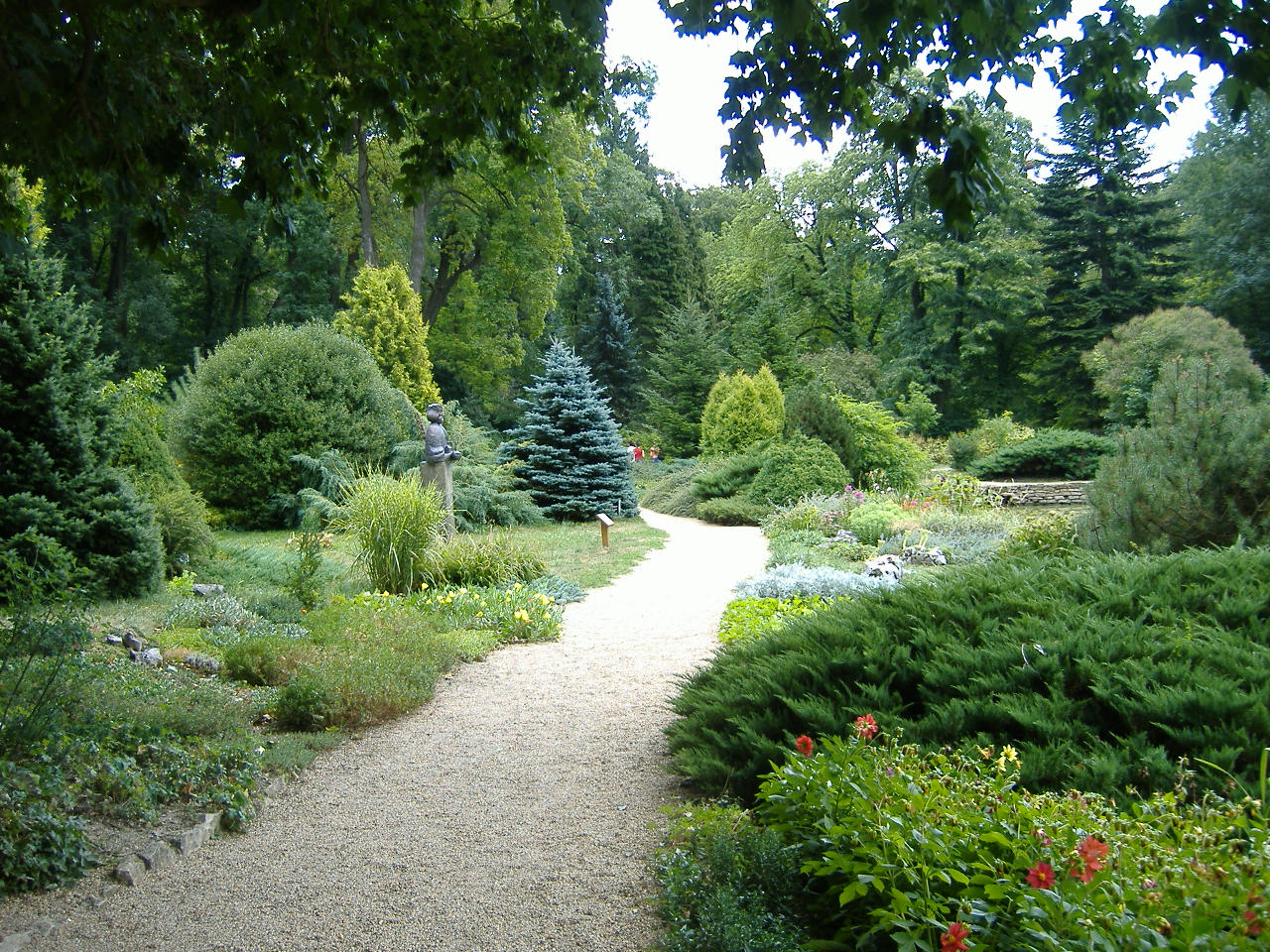
A zirci arborétum

Dunántúli-középhegység – Bakony
A Bakonyt a Devecser és Várpalota között húzódó, nyugat–keleti irányú törésvonal két részre osztja: az Északi-Bakonyra és a Déli-Bakonyra. Az Északi-Bakony három további része a Magas- vagy Öreg-Bakony: itt találhatók a hegység legmagasabb csúcsai (Kőris-hegy 709 m, Kék-hegy 661 m, Som-hegy 649 m, Középső-Hajag 646 m, Papod 644 m), a Keleti-Bakony: nyugatról a Zirci-medence, keletről a Móri-árok határolja, legmagasabb pontja az Öreg Futóné (574 m) illetve a Bakonyalja: a Magas-Bakony Kisalföld felőli lejtője; egy kiugró területe, a Sokorói-dombság révén egészen Győrig terjed. A Déli-Bakonyt nyugatról a Marcal-medence, délről a Tapolcai-medence és a Vázsonyi-árok, keletről a Veszprémi-fennsík, északról pedig a Devecseri-árok határolja. Legmagasabb pontja a Kab-hegy (599 m).
Zirci Arborétum Természetvédelmi Terület – Balaton-felvidéki Nemzeti Park
Zirc egyedi értéke a nemzetközileg ismert és elismert természetvédelmi terület, az Arborétum is. A ciszterciek által alapított 20 hektáros területen a kiváló klímán különleges faállomány él. A Föld öt kontinenséről találhatunk itt 110 fa és cserjefajt, amelyek jelentős része a környező területeken nem őshonos. Az arborétumban található tó 600 éves mesterséges tó, eredetileg a ciszterciek halastónak alakították ki. A zirci arborétum jellegzetes angolkert, amelynek jellemzője a szabálytalan tisztások, erdőfoltok váltakozása.

### Üdülőturizmus

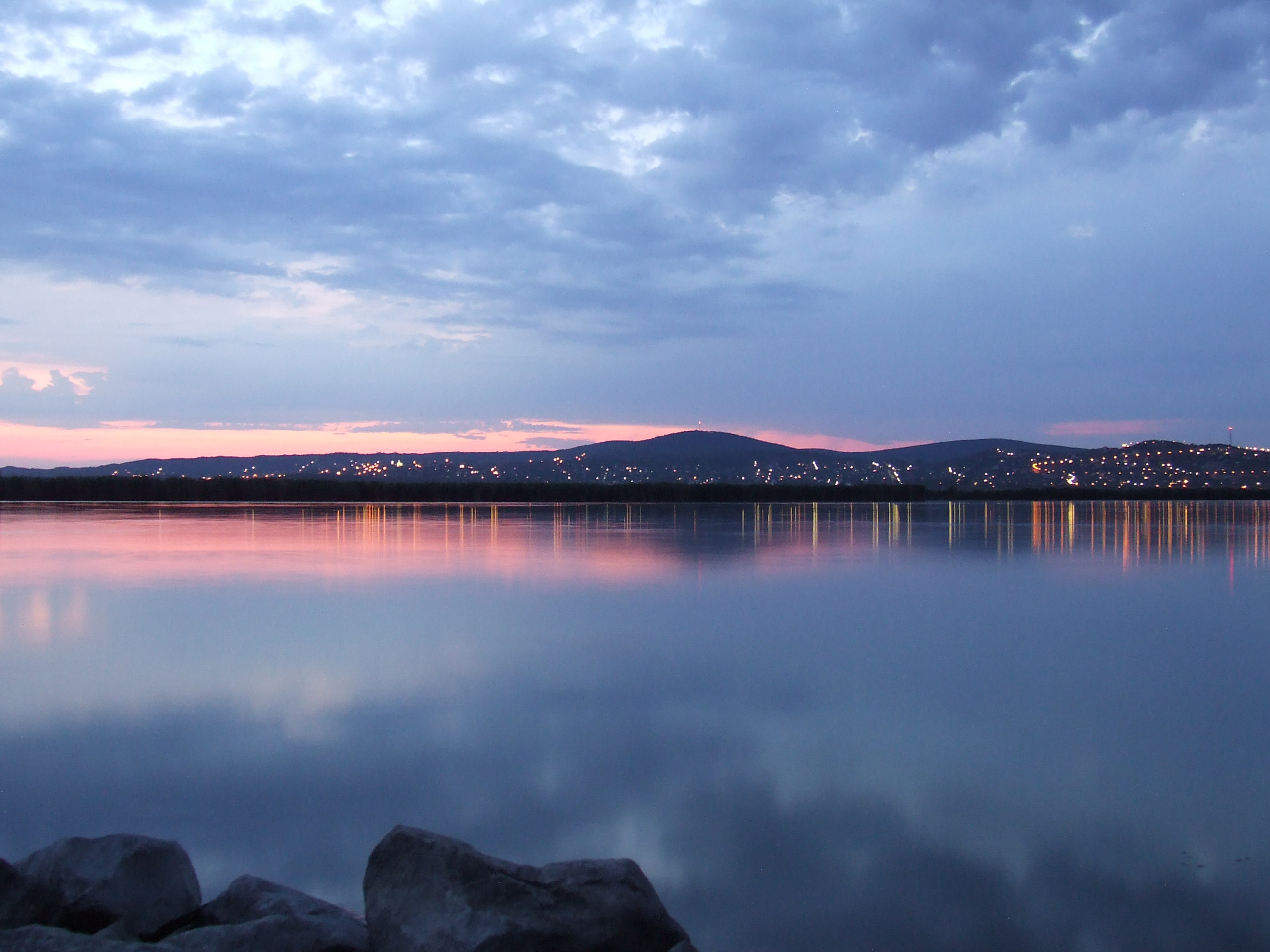
A Velencei-hegység Velencefürdő felől

Velencei-tó
Magyarország harmadik legnagyobb természetes tava. Kedvező természeti és földrajzi adottságainak, valamint a mederszabályzásnak köszönhetően a Balatonhoz hasonlóan hazánk legkedveltebb üdülőhelyeinek egyike. Területe 26 km², a felület harmada nádassal borított. A napsütés hatására, valamint a sekély, átlagosan 1,5 m-es mélysége miatt Európa egyik legmelegebb tava: a víz hőmérséklete elérheti a 26-28 °C-ot is. Agárd a Velencei-tó legjelentősebb üdülőhelye, élénk horgász- és evezősközpont (vitorlás, kajak, kenu).